# Surface Dial
Surface Dial，是由微软推出的智能旋钮。它是为了配合2016年10月26日的Surface Studio使用而推出。
将Dial放置于屏幕上，选色器或标尺便会屏幕上并环绕在Dial周围。按住Surface Dial可以出现工具菜单。
Dial 也可以在Illustrator中使用。